# Hoofdproductschap Akkerbouw
Het Hoofdproductschap Akkerbouw (HPA) was een Nederlands productschap dat zich richtte op akkerbouw. Een deel van de taken ging in 2008 naar het Productschap Akkerbouw.
Het Hoofdproductschap Akkerbouw had als wettelijke taak het behartigen van de belangen van de gehele branche en het belang van de Nederlandse samenleving. Onder de activiteiten van deze organisatie vielen onder andere:
- het meepraten over regelgeving in Den Haag en in Brussel
- het doen of uitbesteden van onderzoek
- reclame en voorlichting over akkerbouw

De inkomsten van het Hoofdproductschap Akkerbouw bestonden uit heffingen en vergoedingen van het ministerie van Landbouw, Natuur en Voedselkwaliteit voor het uitvoeren van maatregelen in het kader van de Europese gemeenschappelijke markt.
In 2008 werd een nieuw Productschap Akkerbouw opgericht waarin werden ondergebracht de sectorale activiteiten van het Hoofdproductschap Akkerbouw en de activiteiten van het Productschap Granen, Zaden en Peulvruchten. Het Hoofdproductschap Akkerbouw bleef uitvoerder van marktordeningen van het EU-landbouwbeleid voor het ministerie. Het vormde ook de werkorganisatie voor het Productschap Akkerbouw, het Productschap Diervoeder en het Productschap Wijn. Verder waren er de administratieve, financiële, juridische en personele aangelegenheden ondergebracht, evenals ICT- en facilitaire zaken.
Sinds 1 januari 2015 is het Hoofdproductschap Akkerbouw, samen met alle andere product- en bedrijfschappen, opgeheven. De publieke taken zijn overgenomen door het ministerie van Economische Zaken. Enkele private taken zijn overgegaan naar de Brancheorganisatie Akkerbouw.